# Секитори
Секитори (на японски: 関取) е обобщаващ термин за борец от една от двете най-горни дивизии на професионалното сумо: макуучи и джурио.
Според настоящия регламент в двете дивизии има общо 70 сумисти. Сумистите от тези дивизии получават редица привилегии, които липсват в долните дивизии включително:
- да получават месечна заплата и бонуси (в долните дивизии сумистите получават само „джобни пари“)
- да имат собствен фен клуб
- да носят с висококачествено мъжко кимоно и други дрехи
- да имат собствена стая в школата в която тренират
- да се женят и да живеят извън школата си
- да ползват услугите на младши по ранг сумисти които на практика са техни персонални слуги
- да носят копринено маваши с колосани шнурове (сагари) по време на турнирните схватки
- да участват в церемонията по встъпването на дохьото и да носят церемониална препаска (кешо-маваши)
- да носят специална прическа „оичо чонмаге“ по време на официални събития
- да станат старши членове на Сумо Асоциацията ако са били секитори достатъчно дълго

Терминът буквално означава да преминеш бариерата защото само относително малка част от тези които се заемат с професионално сумо успяват да достигнат статус на секитори.